# Segunda Categoría de Esmeraldas 2017
El Campeonato Provincial de Fútbol de Segunda Categoría de Esmeraldas 2017 fue un torneo de fútbol en Ecuador en el cual compitieron equipos de la Provincia de Esmeraldas. El torneo fue organizado por la Asociación de Fútbol No Amateur de Esmeraldas (AFE) y avalado por la Federación Ecuatoriana de Fútbol. El torneo dio inicio el 29 de abril de 2017 y finalizó el 16 de julio de 2017. Participaron 15 clubes de fútbol y entregó 2 cupos al Zonal de Ascenso de la Segunda Categoría 2017 por el ascenso a la Serie B.

## Sistema de campeonato
El sistema determinado por la Asociación de Fútbol No Amateur de Esmeraldas fue el siguiente:
- Primera fase: Los 15 clubes fueron divididos en 3 grupos de 5 equipos cada uno, se jugaron 10 fechas en un sistema de todos contra todos, donde los primeros de cada grupo más el mejor segundo pasaron a la siguiente ronda.

- Cuadrangular Final: Se jugó con los mejores equipos de los 3 grupos de la fase anterior más el mejor segundo, así mismo todos contra todos en un total de 6 fechas, donde los 2 primeros clasificaron a los Zonales de Ascenso 2017 como campeón y vicecampeón provincial respectivamente.

## Equipos participantes
| Equipos participantes                                  | Equipos participantes | Equipos participantes       |
| ------------------------------------------------------ | --------------------- | --------------------------- |
|                                                        |                       |                             |
| Equipo                                                 | Ciudad                | Estadio                     |
| Atacames Sporting Club                                 | Atacames              | Estadio Walter Aparicio     |
| Esmeraldas Sporting Club                               | Esmeraldas            | Estadio Folke Anderson      |
| Club Deportivo Alianza del Pailón                      | San Lorenzo           | Estadio Jesús Cangá Caicedo |
| Centro Juvenil Deportivo                               | Esmeraldas            | Estadio Folke Anderson      |
| Club Social, Cultural y Deportivo Brasilia             | Quinindé              | Estadio Pascual Mina        |
| Club Social, Cultural y Deportivo Esmeraldas Petrolero | Esmeraldas            | Estadio Folke Anderson      |
| Club Deportivo Atlético Quinindé                       | Quinindé              | Estadio Hogar de Nazareth   |
| Club Deportivo La Provincia                            | San Lorenzo           | Estadio Jesús Cangá Caicedo |
| Club Deportivo Atlético Valencia                       | Atacames              | Estadio Walter Aparicio     |
| Club Deportivo 5 de Agosto                             | Esmeraldas            | Estadio Folke Anderson      |
| Club Social y Deportivo Juventus                       | Esmeraldas            | Estadio Folke Anderson      |
| Quinindé Sporting Club                                 | Quinindé              | Estadio Pascual Mina        |
| Club Social y Deportivo Vargas Torres                  | Esmeraldas            | Estadio Folke Anderson      |
| Rocafuerte Sporting Club                               | Esmeraldas            | Estadio Folke Anderson      |
| Unión Deportiva Juvenil                                | Quinindé              | Estadio Pascual Mina        |

## Equipos por Cantón
| Cantón      | N.º | Equipos |
| ----------- | --- | --- |
| Esmeraldas  | 8   | - Centro Juvenil Deportivo - Atlético Valencia - Esmeraldas Petrolero - Esmeraldas S.C. - 5 de Agosto - Juventus - Vargas Torres - Rocafuerte S.C. |
| Quinindé    | 4   | - Brasilia - Quinindé S.C. - Atlético Quinindé - U.D.J. de Quinindé                                                                                |
| San Lorenzo | 2   | - Alianza del Pailón - La Provincia |
| Atacames    | 1   | - Atacames S.C. |

## Primera fase

### Grupo 1

#### Clasificación
|  |    | Equipo                   | PJ | PG | PE | PP | GF | GC | DG  | PTS |
|  | -- | ------------------------ | -- | -- | -- | -- | -- | -- | --- | --- |
|  | 1. | Juventus                 | 8  | 6  | 1  | 1  | 12 | 7  | +5  | 19  |
|  | 2. | Atlético Valencia        | 8  | 5  | 2  | 1  | 12 | 5  | +7  | 17  |
|  | 3. | Vargas Torres            | 7  | 3  | 1  | 3  | 9  | 6  | +3  | 10  |
|  | 4. | Atacames S.C.            | 8  | 2  | 2  | 4  | 10 | 12 | -2  | 8   |
|  | 5. | Centro Juvenil Deportivo | 7  | 0  | 0  | 7  | 2  | 15 | -13 | 0   |

|  | Clasificado al Cuadrangular final. |

#### Evolución de la clasificación
| Equipo / Jornada         | 01 | 02 | 03 | 04 | 05 | 06 | 07 | 08 | 09 | 10 |
| ------------------------ | -- | -- | -- | -- | -- | -- | -- | -- | -- | -- |
| Juventus                 | 2  | 1  | 1  | 2  | 1  | 2  | 1  | 1  | 2  | 1  |
| Atlético Valencia        | 3  | 2  | 2  | 1  | 2  | 1  | 2  | 2  | 1  | 2  |
| Vargas Torres            | 4  | 4  | 4  | 4  | 4  | 4  | 4  | 4  | 3  | 3  |
| Atacames S.C.            | 1  | 3  | 3  | 3  | 3  | 3  | 3  | 3  | 4  | 4  |
| Centro Juvenil Deportivo | 5  | 5  | 5  | 5  | 5  | 5  | 5  | 5  | 5  | 5  |

#### Resultados
| Juventus    | 0 - 0         | Atlético Valencia        | Folke Anderson  | 29 de abril   | 10:00         |
| Atacames SC | 2 - 0         | Centro Juvenil Deportivo | Walter Aparicio | 29 de abril   | 15:00         |
| Libre:      | Vargas Torres | Vargas Torres            | Vargas Torres   | Vargas Torres | Vargas Torres |

| Centro Juvenil Deportivo | 1 - 2       | Juventus      | Folke Anderson       | 6 de mayo   | 10:00       |
| Atlético Valencia        | 1 - 0       | Vargas Torres | Carlos Magno Andrade | 7 de mayo   | 12:15       |
| Libre:                   | Atacames SC | Atacames SC   | Atacames SC          | Atacames SC | Atacames SC |

| Vargas Torres | 0 - 1                    | Juventus                 | Folke Anderson           | 10 de mayo               | 11:00                    |
| Atacames SC   | 1 - 1                    | Atlético Valencia        | Walter Aparicio          | 10 de mayo               | 15:00                    |
| Libre:        | Centro Juvenil Deportivo | Centro Juvenil Deportivo | Centro Juvenil Deportivo | Centro Juvenil Deportivo | Centro Juvenil Deportivo |

| Atlético Valencia | 2 - 0    | Centro Juvenil Deportivo | Folke Anderson  | 14 de mayo | 10:00    |
| Vargas Torres     | 2 - 2    | Atacames SC              | Walter Aparicio | 14 de mayo | 12:15    |
| Libre:            | Juventus | Juventus                 | Juventus        | Juventus   | Juventus |

| Juventus                 | 2 - 1             | Atacames SC       | Folke Anderson       | 20 de mayo        | 12:15             |
| Centro Juvenil Deportivo | 0 - 1             | Vargas Torres     | Carlos Magno Andrade | 20 de mayo        | 12:15             |
| Libre:                   | Atlético Valencia | Atlético Valencia | Atlético Valencia    | Atlético Valencia | Atlético Valencia |

| Centro Juvenil Deportivo | 0 - 3         | Atacames SC   | Folke Anderson       | 24 de mayo    | 12:00         |
| Atlético Valencia        | 4 - 0         | Juventus      | Carlos Magno Andrade | 24 de mayo    | 14:30         |
| Libre:                   | Vargas Torres | Vargas Torres | Vargas Torres        | Vargas Torres | Vargas Torres |

| Juventus      | 3 - 0       | Centro Juvenil Deportivo | Walter Aparicio | 28 de mayo  | 10:00       |
| Vargas Torres | 3 - 1       | Atlético Valencia        | Folke Anderson  | 28 de mayo  | 10:00       |
| Libre:        | Atacames SC | Atacames SC              | Atacames SC     | Atacames SC | Atacames SC |

| Atlético Valencia | 1 - 0                    | Atacames SC              | Walter Aparicio          | 3 de junio               | 10:00                    |
| Juventus          | 1 - 0                    | Vargas Torres            | Folke Anderson           | 3 de junio               | 12:30                    |
| Libre:            | Centro Juvenil Deportivo | Centro Juvenil Deportivo | Centro Juvenil Deportivo | Centro Juvenil Deportivo | Centro Juvenil Deportivo |

| Centro Juvenil Deportivo | 1 - 2    | Atlético Valencia | Folke Anderson  | 7 de junio | 12:00    |
| Atacames SC              | 0 - 3    | Vargas Torres     | Walter Aparicio | 7 de junio | 15:00    |
| Libre:                   | Juventus | Juventus          | Juventus        | Juventus   | Juventus |

| Atacames SC   | 1 - 3             | Juventus                 | Walter Aparicio   | 11 de junio       | 13:00             |
| Vargas Torres | -                 | Centro Juvenil Deportivo | No se programó    | No se programó    | No se programó    |
| Libre:        | Atlético Valencia | Atlético Valencia        | Atlético Valencia | Atlético Valencia | Atlético Valencia |

### Grupo 2

#### Clasificación
|  |    | Equipo             | PJ | PG | PE | PP | GF | GC | DG  | PTS |
|  | -- | ------------------ | -- | -- | -- | -- | -- | -- | --- | --- |
|  | 1. | Alianza del Pailón | 7  | 6  | 1  | 0  | 15 | 4  | +11 | 19  |
|  | 2. | Rocafuerte S.C.    | 7  | 4  | 1  | 2  | 16 | 8  | +8  | 13  |
|  | 3. | Atlético Quinindé  | 7  | 3  | 3  | 1  | 16 | 8  | +8  | 12  |
|  | 4. | Brasilia           | 7  | 1  | 1  | 5  | 6  | 16 | -10 | 4   |
|  | 5. | U.D.J. de Quinindé | 6  | 0  | 0  | 6  | 2  | 19 | -17 | 0   |

|  | Clasificado al Cuadrangular final. |

#### Evolución de la clasificación
| Equipo / Jornada   | 01 | 02 | 03 | 04 | 05 | 06 | 07 | 08 | 09 | 10 |
| ------------------ | -- | -- | -- | -- | -- | -- | -- | -- | -- | -- |
| Alianza del Pailón | 3  | 3  | 1  | 1  | 1  | 1  | 2  | 1  | 1  | 1  |
| Rocafuerte S.C.    | 2  | 1  | 2  | 2  | 2  | 2  | 1  | 2  | 2  | 2  |
| Atlético Quinindé  | 1  | 2  | 3  | 3  | 3  | 3  | 3  | 3  | 3  | 3  |
| Brasilia           | 4  | 4  | 4  | 4  | 4  | 4  | 4  | 4  | 4  | 4  |
| U.D.J. de Quinindé | 5  | 5  | 5  | 5  | 5  | 5  | 5  | 5  | 5  | 5  |

#### Resultados
| UDJ de Quinindé | 0 - 4              | Atlético Quinindé  | Pascual Mina       | 29 de abril        | 15:00              |
| Rocafuerte SC   | 3 - 1              | Brasilia           | CAR                | 29 de abril        | 15:00              |
| Libre:          | Alianza del Pailón | Alianza del Pailón | Alianza del Pailón | Alianza del Pailón | Alianza del Pailón |

| Brasilia        | 1 - 3             | Alianza del Pailón | Folke Anderson    | 6 de mayo         | 12:15             |
| UDJ de Quinindé | 1 - 2             | Rocafuerte SC      | Pascual Mina      | 6 de mayo         | 15:00             |
| Libre:          | Atlético Quinindé | Atlético Quinindé  | Atlético Quinindé | Atlético Quinindé | Atlético Quinindé |

| Atlético Quinindé  | 2 - 2           | Brasilia        | Pascual Mina        | 10 de mayo      | 15:00           |
| Alianza del Pailón | 2 - 1           | Rocafuerte SC   | Jesús Cangá Caicedo | 10 de mayo      | 15:00           |
| Libre:             | UDJ de Quinindé | UDJ de Quinindé | UDJ de Quinindé     | UDJ de Quinindé | UDJ de Quinindé |

| Brasilia           | 2 - 0         | UDJ de Quinindé   | Carlos Magno Andrade | 14 de mayo    | 12:15         |
| Alianza del Pailón | 1 - 1         | Atlético Quinindé | Jesús Cangá Caicedo  | 14 de mayo    | 15:00         |
| Libre:             | Rocafuerte SC | Rocafuerte SC     | Rocafuerte SC        | Rocafuerte SC | Rocafuerte SC |

| Rocafuerte SC   | 2 - 2    | Atlético Quinindé  | CAR          | 20 de mayo | 15:00    |
| UDJ de Quinindé | 0 - 3    | Alianza del Pailón | Pascual Mina | 20 de mayo | 15:00    |
| Libre:          | Brasilia | Brasilia           | Brasilia     | Brasilia   | Brasilia |

| Brasilia          | 0 - 3              | Rocafuerte SC      | Folke Anderson     | 24 de mayo         | 14:15              |
| Atlético Quinindé | 4 - 1              | UDJ de Quinindé    | Pascual Mina       | 24 de mayo         | 15:30              |
| Libre:            | Alianza del Pailón | Alianza del Pailón | Alianza del Pailón | Alianza del Pailón | Alianza del Pailón |

| Alianza del Pailón | 2 - 0             | Brasilia          | Jesús Cangá Caicedo | 28 de mayo        | 15:00             |
| Rocafuerte SC      | 4 - 0             | UDJ de Quinindé   | CAR                 | 28 de mayo        | 15:00             |
| Libre:             | Atlético Quinindé | Atlético Quinindé | Atlético Quinindé   | Atlético Quinindé | Atlético Quinindé |

| Brasilia      | 0 - 3           | Atlético Quinindé  | Walter Aparicio | 3 de junio      | 14:45           |
| Rocafuerte SC | 1 - 2           | Alianza del Pailón | CAR             | 3 de junio      | 15:00           |
| Libre:        | UDJ de Quinindé | UDJ de Quinindé    | UDJ de Quinindé | UDJ de Quinindé | UDJ de Quinindé |

| Atlético Quinindé | 0 - 2         | Alianza del Pailón | Pascual Mina   | 7 de junio     | 15:00          |
| UDJ de Quinindé   | -             | Brasilia           | No se programó | No se programó | No se programó |
| Libre:            | Rocafuerte SC | Rocafuerte SC      | Rocafuerte SC  | Rocafuerte SC  | Rocafuerte SC  |

| Atlético Quinindé  | -        | Rocafuerte SC   | No se jugó     | No se jugó     | No se jugó     |
| Alianza del Pailón | -        | UDJ de Quinindé | No se programó | No se programó | No se programó |
| Libre:             | Brasilia | Brasilia        | Brasilia       | Brasilia       | Brasilia       |

### Grupo 3

#### Clasificación
|  |    | Equipo               | PJ | PG | PE | PP | GF | GC | DG  | PTS |
|  | -- | -------------------- | -- | -- | -- | -- | -- | -- | --- | --- |
|  | 1. | 5 de Agosto          | 8  | 7  | 0  | 1  | 18 | 3  | +15 | 21  |
|  | 2. | La Provincia         | 8  | 5  | 0  | 3  | 42 | 5  | +37 | 15  |
|  | 3. | Esmeraldas Petrolero | 8  | 4  | 0  | 4  | 27 | 10 | +17 | 12  |
|  | 4. | Esmeraldas S.C.      | 8  | 4  | 0  | 4  | 23 | 13 | +10 | 12  |
|  | 5. | Quinindé S.C.        | 8  | 0  | 0  | 8  | 2  | 81 | -79 | 0   |

|  | Clasificado al Cuadrangular final. |

#### Evolución de la clasificación
| Equipo / Jornada     | 01 | 02 | 03 | 04 | 05 | 06 | 07 | 08 | 09 | 10 |
| -------------------- | -- | -- | -- | -- | -- | -- | -- | -- | -- | -- |
| 5 de Agosto          | 2  | 2  | 1  | 2  | 2  | 2  | 1  | 1  | 1  | 1  |
| La Provincia         | 1  | 1  | 2  | 1  | 1  | 1  | 2  | 2  | 2  | 2  |
| Esmeraldas Petrolero | 3  | 3  | 4  | 4  | 4  | 4  | 3  | 3  | 4  | 3  |
| Esmeraldas S.C.      | 4  | 4  | 3  | 3  | 3  | 3  | 4  | 4  | 3  | 4  |
| Quinindé S.C.        | 5  | 5  | 5  | 5  | 5  | 5  | 5  | 5  | 5  | 5  |

#### Resultados
| 5 de Agosto   | 3 - 0                | Quinindé SC          | Walter Aparicio      | 29 de abril          | 10:00                |
| Esmeraldas SC | 0 - 3                | La Provincia         | Folke Anderson       | 29 de abril          | 13:30                |
| Libre:        | Esmeraldas Petrolero | Esmeraldas Petrolero | Esmeraldas Petrolero | Esmeraldas Petrolero | Esmeraldas Petrolero |

| La Provincia | 2 - 1         | 5 de Agosto          | Jesús Cangá Caicedo | 7 de mayo     | 15:00         |
| Quinindé SC  | 0 - 4         | Esmeraldas Petrolero | Folke Anderson      | 31 de mayo    | 14:30         |
| Libre:       | Esmeraldas SC | Esmeraldas SC        | Esmeraldas SC       | Esmeraldas SC | Esmeraldas SC |

| Esmeraldas Petrolero | 0 - 2        | 5 de Agosto  | Folke Anderson       | 10 de mayo   | 13:30        |
| Esmeraldas SC        | 5 - 0        | Quinindé SC  | Carlos Magno Andrade | 11 de mayo   | 14:30        |
| Libre:               | La Provincia | La Provincia | La Provincia         | La Provincia | La Provincia |

| Esmeraldas Petrolero | 2 - 1       | Esmeraldas SC | Folke Anderson       | 14 de mayo  | 12:30       |
| Quinindé SC          | 0 - 14      | La Provincia  | Carlos Magno Andrade | 14 de mayo  | 14:30       |
| Libre:               | 5 de Agosto | 5 de Agosto   | 5 de Agosto          | 5 de Agosto | 5 de Agosto |

| 5 de Agosto  | 5 - 0       | Esmeraldas SC        | Folke Anderson      | 20 de mayo  | 10:00       |
| La Provincia | 2 - 0       | Esmeraldas Petrolero | Jesús Cangá Caicedo | 21 de mayo  | 15:00       |
| Libre:       | Quinindé SC | Quinindé SC          | Quinindé SC         | Quinindé SC | Quinindé SC |

| Quinindé SC  | 0 - 3                | 5 de Agosto          | Carlos Magno Andrade | 24 de mayo           | 12:15                |
| La Provincia | 0 - 2                | Esmeraldas SC        | Jesús Cangá Caicedo  | 24 de mayo           | 15:00                |
| Libre:       | Esmeraldas Petrolero | Esmeraldas Petrolero | Esmeraldas Petrolero | Esmeraldas Petrolero | Esmeraldas Petrolero |

| 5 de Agosto          | 1 - 0         | La Provincia  | Folke Anderson  | 28 de mayo    | 12:30         |
| Esmeraldas Petrolero | 20 - 1        | Quinindé SC   | Walter Aparicio | 28 de mayo    | 12:30         |
| Libre:               | Esmeraldas SC | Esmeraldas SC | Esmeraldas SC   | Esmeraldas SC | Esmeraldas SC |

| Quinindé SC | 1 - 11       | Esmeraldas SC        | Folke Anderson  | 3 de junio   | 10:00        |
| 5 de Agosto | 1 - 0        | Esmeraldas Petrolero | Walter Aparicio | 3 de junio   | 12:30        |
| Libre:      | La Provincia | La Provincia         | La Provincia    | La Provincia | La Provincia |

| La Provincia  | 21 - 0      | Quinindé SC          | Jesús Cangá Caicedo | 7 de junio  | 12:30       |
| Esmeraldas SC | 3 - 0       | Esmeraldas Petrolero | Folke Anderson      | 7 de junio  | 14:30       |
| Libre:        | 5 de Agosto | 5 de Agosto          | 5 de Agosto         | 5 de Agosto | 5 de Agosto |

| Esmeraldas SC        | 1 - 2       | 5 de Agosto  | Folke Anderson | 11 de junio | 10:30       |
| Esmeraldas Petrolero | 1 - 0       | La Provincia | Folke Anderson | 11 de junio | 13:00       |
| Libre:               | Quinindé SC | Quinindé SC  | Quinindé SC    | Quinindé SC | Quinindé SC |

### Mejor segundo
Entre los equipos que finalicen en el segundo lugar de sus respectivos grupos, el mejor avanzará al cuadrangular final.
| Equipo            | Gr. | Pts. | PJ | PG | PE | PP | GF | GC | Dif |
| ----------------- | --- | ---- | -- | -- | -- | -- | -- | -- | --- |
| Atlético Valencia | A   | 17   | 8  | 5  | 2  | 1  | 12 | 5  | +7  |
| La Provincia      | C   | 15   | 8  | 5  | 0  | 3  | 42 | 5  | +37 |
| Rocafuerte S.C.   | B   | 13   | 7  | 4  | 1  | 2  | 16 | 8  | +8  |

## Cuadrangular Final

### Clasificación
|  |    | Equipo             | PJ | PG | PE | PP | GF | GC | DG  | PTS |
|  | -- | ------------------ | -- | -- | -- | -- | -- | -- | --- | --- |
|  | 1. | Juventus           | 6  | 4  | 0  | 2  | 10 | 2  | +8  | 12  |
|  | 2. | 5 de Agosto        | 6  | 4  | 0  | 2  | 7  | 4  | +3  | 12  |
|  | 3. | Alianza del Pailón | 6  | 4  | 0  | 2  | 6  | 3  | +3  | 12  |
|  | 4. | Atlético Valencia  | 6  | 0  | 0  | 6  | 3  | 17 | -14 | 0   |

|  | Campeón y clasificado a los zonales de Segunda Categoría 2017.     |
|  | Vicecampeón y clasificado a los zonales de Segunda Categoría 2017. |

### Evolución de la clasificación
| Equipo / Jornada   | 01 | 02 | 03 | 04 | 05 | 06 |
| ------------------ | -- | -- | -- | -- | -- | -- |
| Juventus           | 3  | 3  | 2  | 1  | 3  | 1  |
| 5 de Agosto        | 1  | 2  | 3  | 3  | 2  | 2  |
| Alianza del Pailón | 2  | 1  | 1  | 2  | 1  | 3  |
| Atlético Valencia  | 4  | 4  | 4  | 4  | 4  | 4  |

### Resultados
| 5 de Agosto        | 3 - 1 | Atlético Valencia | Folke Anderson      | 24 de junio | 13:00 |
| Alianza del Pailón | 1 - 0 | Juventus          | Jesús Cangá Caicedo | 24 de junio | 15:30 |

| Juventus          | 1 - 0 | 5 de Agosto        | Folke Anderson | 1 de julio | 10:30 |
| Atlético Valencia | 1 - 2 | Alianza del Pailón | Folke Anderson | 1 de julio | 13:00 |

| Atlético Valencia  | 0 - 2 | Juventus    | Folke Anderson      | 5 de julio | 11:30 |
| Alianza del Pailón | 1 - 0 | 5 de Agosto | Jesús Cangá Caicedo | 5 de julio | 15:00 |

| Atlético Valencia | 1 - 2 | 5 de Agosto        | Folke Anderson | 9 de julio | 10:30 |
| Juventus          | 1 - 0 | Alianza del Pailón | Folke Anderson | 9 de julio | 13:00 |

| 5 de Agosto        | 1 - 0 | Juventus          | Folke Anderson      | 12 de julio | 14:30 |
| Alianza del Pailón | 2 - 0 | Atlético Valencia | Jesús Cangá Caicedo | 12 de julio | 15:30 |

| Juventus    | 6 - 0 | Atlético Valencia  | Walter Aparicio | 16 de julio | 12:30 |
| 5 de Agosto | 1 - 0 | Alianza del Pailón | Folke Anderson  | 16 de julio | 12:30 |

### Campeón
| |
| Club Social y Deportivo Juventus 7.° Título Clasifica a los zonales de la Segunda Categoría 2017 - También clasifica Club Deportivo 5 de Agosto como Vicecampeón. |

## Goleadores
- Actualizado el 29 de julio de 2017

| Jugador             | Equipo             | Goles |
| ------------------- | ------------------ | ----- |
| 1. David Mina       | La Provincia       | 17    |
| 2. Marlon Delgado   | Esmeraldas S.C.    | 8     |
| 3. Ariel Castro     | La Provincia       | 8     |
| 4. Jordan Chillambo | Alianza del Pailón | 8     |